# Кириковский поселковый совет (Великописаревский район)
Кирико́вский поселко́вый сове́т (укр. Кириківська селищна рада) — входил до 2020 года в состав
Великописаревского района
Сумской области
Украины.
Административный центр поселкового совета находился в 
пгт Кирико́вка
.

## История
- нач. 1920-е — дата образования сельского Совета депутатов трудящихся на территории Кириковской волости Богодуховского (Ахтырского?) уезда Харьковской губернии Украинской Советской Социалистической Республики.
- Весной 1923 года село стало районным центром Кириковского района[2] Харьковской губернии, затем Богодуховского округа, затем Ахтырского округа, затем Харьковского округа УССР, затем Харьковской области, с 1939 — Сумской области. В селе находились при этом райсовет и райисполком (РИК).
- В 1956 году сельский совет стал поселковым после присвоения Кириковке статуса посёлок городского типа.
- После 17 июля 2020 года в рамках административно-территориальной реформы по новому делению Сумской области[3][4] Кириковский поселковый совет, как и весь Великописаревский район, был ликвидирован; входящие в него населённые пункты и его территории были присоединены к … территориальной общине (укр. громаде) Ахтырского района Сумской области.

## Населённые пункты совета
- пгт Кирико́вка
- с. Заводско́е
- с. Мараку́чка